# Bushnak
Bushnak (arabisch بشناق, Bedeutung „Bosniake“, auch transkribiert Bushnaq, Boshnak, Bouchenak und Bouchnak) ist ein unter Levantinern und Saudi-Arabern bosnisch-muslimischer Herkunft verbreiteter Familienname. Diejenigen, die diesen Nachnamen tragen, sind die Nachkommen bosnischer Muslime, die befürchteten, nach der Österreichisch-Ungarischen Besetzung Bosniens und Herzegowinas im Jahr 1878 unter christlicher Herrschaft und Unterdrückung zu leben, und in das Osmanische Syrien (Vilâyet Syrien) einwanderten.
Obwohl sie ursprünglich nicht aus einer Familie stammten, nahmen die meisten bosnischen Muslime, die in die Levante einwanderten, Bushnak als gebräuchlichen Nachnamen an, was ihre Herkunft bezeugt.

## Geschichte
Zu einigen bosnischen Bewegungen nach Palästina kam es, als Ende des 19. Jahrhunderts bosnisch-muslimische Soldaten nach Palästina gebracht wurden, um die osmanische Armee zu verstärken.
Zu einer größeren Bewegung kam es nach 1878, als das vom Haus Habsburg regierte Österreich-Ungarn Bosnien besetzte. Die Auswanderung bosnischer Muslime hielt in dieser Zeit an und eskalierte nach der Annexion Bosniens durch Österreich-Ungarn im Jahr 1908. Viele Bosniaken aus Bosnien und dem Sandzak wanderten in Regionen der heutigen Türkei aus, während sich andere in Albanien (siehe Dorf: „Boraka“), im Kosovo, in Nordmazedonien oder im damaligen osmanischen Syrien (Vilâyet Syrien), (dem heutigen Syrien, Israel, Palästina, Libanon und Jordanien) niederließen.
Bosnische Einwanderer ließen sich überwiegend in Dörfern in den Teilen des heutigen Westjordanlandes und Israels nieder: Caesarea, Yanun, Nablus und Tulkarem. Ihre Nachkommen leben teils immer noch in diesen Dörfern.
Die meisten Bosniaken die nach Palästina ausgewandert sind, kamen aus Mostar, Stolac und anderen Städten aus Bosniens und Herzegowina. Nach einer langen Wanderung durch den noch immer großen osmanischen Staat beschlossen sie, sich in der Stadt Caesarea (Al Husari) in der Nähe von Haifa niederzulassen. In diesem Dorf bildeten die Bosniaken die Mehrheit. Das Dorf wurde bebaut und geordnet, und die Bosniaken bauten eine Bosnische Steinmoschee „Caesarea Moschee“ auf. Während des Ersten Palästinakriegs im Jahr 1948 wurden einige Bosniaken aus Cäsarea teilweise vertrieben, gemeinsam mit den Palästinensern. Viele Bosniaken flüchteten nach Libanon, Syrien, Jordanien, Tunesien, Ägypten und die Golfstaaten. Um die Erinnerung an die Heimat ihrer Vorfahren zu bewahren, nahmen die Überlebenden den Nachnamen Busnjak (Bosniake) an. Heute leben die meisten Menschen mit diesem Nachnamen in Jordanien, in der Hauptstadt Amman.

## Bemerkenswerte Personen, mit Bushnak als Nachnamen

### Boshnak / Bushnak
- Aliya Boshnak (* 2000), jordanische Sportlerin
- Ramez Bushnak (1976–2000), arabischer Israeli, der während der Zweiten Intifada von der Israelischen Polizei erschossen wurde

### Bushnaq
- Ali Bushnaq, palästinensischer Mount-Everest-Besteiger
- Suad Bushnaq (* 1982), jordanisch-kanadischer Filmkomponist
- Mohammed Bushnaq (1934–2017), palästinensischer Künstler (Maler und Bildhauer)

### Bouchnak
- Lotfi Bouchnak (* 1952), tunesischer Sänger
- Hamid Bouchnak (* 1969), marokkanischer Raï-Sänger

### Boushnak
- Laura Boushnak (* 1976), in Kuwait geborene palästinensische Fotografin